# Nossen
Nossen è una città di 10 389 abitanti della Sassonia, in Germania.
Appartiene al circondario (Landkreis) di Meißen (targa MEI).
A partire dal 1º gennaio 2014 le due località di Leuben e Schleinitz che costituivano il comune sono state incorporate nella città di Nossen, in questa data è stato incorporato anche il comune di Ketzerbachtal.

## Storia
Durante la Seconda guerra mondiale in questo territorio comunale era localizzato un sottocampo del campo di concentramento di Flossenbürg.